# Drużynowe Mistrzostwa Świata Juniorów na Żużlu 2005
Drużynowe Mistrzostwa Świata Juniorów (DMŚJ) na żużlu – cykl turniejów mających wyłonić najlepszą drużynę narodową (do lat 21) na żużlu.
To pierwsza edycja zawodów o światowy championat w kategorii juniorów. W premierowym sezonie do rozgrywek zgłosiło się 13 drużyn narodowych (w tym jedna drużyna składająca się z dwóch krajów). 12 drużyn miało przystąpić do rywalizacji w trzech półfinałach (w Holsted, Abensbergu i Rybniku). Zwycięzcy półfinałów awansowali do finału (Pardubice), w którym wystąpili także gospodarze finału Czesi. Ostatecznie dwie reprezentacje wycofały się z półfinałów i ich miejsce zajęły drugie reprezentacje krajów gospodarzy.
Drużyny składają się z czwórki zawodników i jednego rezerwowego. Zawody odbywają się według tabeli biegowej.

## Półfinały

### Abensberg
- 16 maja 2005 – Abensberg (Niemcy)

| Msc |                                                                                    | Drużyna / Zawodnik                                            | Biegi            | Punkty |
| --- | ---------------------------------------------------------------------------------- | ------------------------------------------------------------- | ---------------- | ------ |
| 1   |                                                                                    | Szwecja                                                       | Szwecja          | 56     |
| 1   | Antonio Lindbäck Sebastian Aldén Fredrik Lindgren Jonas Davidsson Eric Andersson   | (3,3,3,3,3) (2,2,-,3,-) (3,2,3,-,3) (2,-,3,3,3) (3,3,3,3)     | 15 7 11 12       |        |
| 2   |                                                                                    | Niemcy                                                        | Niemcy           | 33     |
| 2   | Martin Smolinski Christian Hefenbrock Matthias Schultz Thomas Stange Tobias Kroner | (3,1,2,t,2) (1,1,-,2,2) (3,2,2,w,1) (2,-,2,2,2) (1,2)         | 8 6 8 3          |        |
| 3   |                                                                                    | Wielka Brytania                                               | Wielka Brytania  | 24     |
| 3   | Tommy Allen Edward Kennett Chris Schramm Richard Hall Daniel King                  | (1,-,-,-,-) (1,1,1,0,1) (2,-,1,-,1) (1,2,1,1,1) (3,3,1,d,w,2) | 1 4 6 9          |        |
| 4   |                                                                                    | Węgry / Słowenia                                              | Węgry / Słowenia | 3      |
| 4   | Matic Voldrih Maks Gregoric Mate Szegedi Roland Kovacs József Tabaka               | (0,0,w,-,-) (0,0,0,1,0) (w,-,-,w,0) (0,0,0,0,0) (0,0,2,0)     | 0 1 0 2          |        |

### Holsted
- 28 sierpnia 2005 – Holsted (Dania)
- Reprezentacja Australii zrezygnowała z udziału w Mistrzostwach, jej miejsce zajęła druga drużyna Danii.

| Msc | | Drużyna / Zawodnik                                            | Biegi        | Punkty |
| --- | --- | ------------------------------------------------------------- | ------------ | ------ |
| 1   | | Dania                                                         | Dania        | 57     |
| 1   | (5) Kenneth Bjerre (6) Patrick Hougård (7) Henrik Moller (8) Morten Risager (18) Nicolai Klindt        | (3,3,3,3,3) (2,2,2,-,3) (3,3,3,3,-) (3,3,3,3,3) (3,3)         | 15 9 12 15 6 |        |
| 2   | | Dania II                                                      | Dania II     | 28 +3  |
| 2   | (1) Steven Andersen (2) Jan Graversen (3) Claus Vissing (4) Jesper Kristiansen (17) Klaus Jacobsen     | (2,d,-,0,-) (t,2,2,2,1) (3,1,2,2,2) (2,1,-,d,-) (2,u,2,2)     | 2 7 10+3 3 6 |        |
| 3   | | Norwegia                                                      | Norwegia     | 28 +u  |
| 3   | (13) Remu Ueland (14) Carl Johan Raugstad (15) Rune Sola (16) Emil Omsland (20) Jan Mikke Bjerk        | (1,-,1,-,-) (1,2,1,w,1,1) (2,2,3,2,1) (w,-,1,-,-) (3,1,1,2,2) | 2 6 10+u 1 9 |        |
| 4   | | Ukraina                                                       | Ukraina      | 6      |
| 4   | (9) Andrij Karpow (10) Siergiej Senko (11) Iwan Mironow (12) Lubomir Wojtik (19) Aleksander Piatniczko | (1,u,0,1,1,0) (1,ns,ns,ns,ns) (0,1,0,1,0) (0,d,d,-,0) –       | 3 1 2 0 -    |        |

### Rybnik
- 28 sierpnia – Rybnik (Polska)
- Wycofała się reprezentacja Francji, w której miejsce wystąpiła druga drużyna Polski.

| Msc | | Drużyna / Zawodnik                                        | Biegi         | Punkty |
| --- | --- | --------------------------------------------------------- | ------------- | ------ |
| 1   | | Polska                                                    | Polska        | 52     |
| 1   | (13) Karol Ząbik (14) Paweł Hlib (15) Krystian Klecha (16) Janusz Kołodziej (20) Marcin Rempała                   | (2,2,-,0,2) (3,3,3,3,-) (3,2,2,-,3) (3,-,3,3,3) (3,3,3,3) | 6 12 10 12 12 |        |
| 2   | | Polska II                                                 | Polska II     | 36     |
| 2   | (5) Patryk Pawlaszczyk (6) Marcin Jędrzejewski (7) Kamil Brzozowski (8) Sebastian Brucheiser (18) Adrian Gomólski | (2,1,2,-,2) (3,d,-,1,-) (2,3,2,2,2) (1,2,-,2,1) (2,3,3,w) | 7 4 11 6 8    |        |
| 3   | | Rosja                                                     | Rosja         | 25     |
| 3   | (1) Roman Iwanow (2) Maksim Karajaczencew (3) Daniił Iwanow (4) brak zawodnika (17) Aleksiej Charczenko           | (1,0,1,2,1) (2,1,1,2,1) (1,3,0,1,2) – (1,1,1,0,3)         | 5 7 – 6       |        |
| 4   | | Finlandia                                                 | Finlandia     | 7      |
| 4   | (9) Rene Lehtinen (10) Joni Keskinen (11) Teri Aarnio (12) Jani Eerikainen (19) Petteri Koivunen                  | (0,2,1,1,u) (0,0,-,0,1) (w,1,0,1,d) (0,-,0,0,-) (0,0,0)   | 4 1 2 0 0     |        |

## Finał

### Pardubice
- 1 października 2005 (14;00) – Plochodrážní stadion Svítkov, Pardubice (Czechy)

| Msc | | Drużyna / Zawodnik                                          | Biegi       | Punkty |
| --- | --- | ----------------------------------------------------------- | ----------- | ------ |
| 1   | | Polska                                                      | Polska      | 41     |
| 1   | (5) Janusz Kołodziej (6) Krystian Klecha (7) Marcin Rempała (8) Krzysztof Kasprzak (18) Karol Ząbik  | (2,3,3,3,3) (3,u,-,0,-) (0,-,2,3,3) (3,2,3,2,3) (2,0,1)     | 14 3 8 13 3 |        |
| 2   | | Szwecja                                                     | Szwecja     | 35     |
| 2   | (1) Antonio Lindbäck (2) Eric Andersson (3) Fredrik Lindgren (4) Jonas Davidsson (17) brak zawodnika | (2,3,3,2,1) (0,3,0,2,3) (2,2,3,1,1) (1,1,2,2,1) –           | 11 8 9 7 -  |        |
| 3   | | Dania                                                       | Dania       | 24     |
| 3   | (9) Morten Risager (10) Patrick Hougård (11) Kristian Lund (12) Henrik Moeller (19) Nicolai Klindt   | (2,3,1,1,1,2) (1,0,1,-,-) (0,0,-,-,-) (3,t,2,d,2) (2,1,2,t) | 10 2 0 7 5  |        |
| 4   | | Czechy                                                      | Czechy      | 20     |
| 4   | (13) Lubos Tomicek (14) Filip Sitera (15) Zdenek Simota (16) Tomas Suchanek (20) Martin Malek        | (1,1,0,0,-) (0,1,-,-,0) (1,1,1,w,2,0) (3,2,1,3,3,0) (0)     | 2 1 5 12 0  |        |